# Iwanków
Iwanków (ukr. Іванків, Iwankiw) – osiedle typu miejskiego w obwodzie kijowskim, w rejonie wyszogrodzkim na Ukrainie, leży nad rzeką Teterew. Do 2020 roku siedziba władz rejonu iwankowskiego.
Miejscowość założona w 1589 roku.
Siedziba dawnej gminy Iwanków w powiecie radomyskim, a od roku 1919 w czarnobylskim na Ukrainie.
Obecnie liczy 10 400 mieszkańców.